# Doca
Alfredo Almeida Rego, appelé aussi Doca (né le 7 avril 1903 à Rio de Janeiro et mort en 1956), était un joueur de football international brésilien.

## Biographie
Il est surtout connu pour avoir participé en tant qu'attaquant à la coupe du monde 1930 en Uruguay. Doca joue son unique rencontre internationale juste après la coupe du monde lors d'un match amical contre les États-Unis.

## Palmarès

### Club
- Championnat Carioca
  - São Cristóvão : 1926